# گیبانگسان (گنگ وون)
گیبانگسان (به لاتین: Gyebangsan) یک کوه در کره جنوبی است که در کره جنوبی واقع شده‌است. گیبانگسان ۱٬۵۷۷ متر بالاتر از سطح دریا واقع شده‌است.